# Maria Manàsseina
Maria Mikhàilovna Manàsseina, també coneguda com a Marie de Manacéïne, va néixer a Korkunova l'any 1841 i va morir a San Petersburg el 17 de març de l'any 1903 (on va ser enterrada al cementiri de Novodévitxi). Era filla de l'historiador Mikhaïl Korkunov, germana del iusfilòsof Nikolai Korkunov i va ser deixeble del professor Ivan Tarkhànov.
Va ser una de les primeres dones graduades en medicina de Rússia i probablement en tot Europa. Primer, es va graduar en uns cursos de medicina per a dones obtenint un títol especial de “female doctor” i, posteriorment, va obtenir el grau de Medicina. Es considera una neurocientífica experta en Fisiologia Química i una de les pioneres en somnologia i bioquímica. Va publicar nombrosos articles en francès, rus i alemany -amb els noms de Marie de Manacéïne, Maria Manàsseina o Marie von Manassein- tot i que moltes vegades era referida com un científic masculí. Tot i les seves contribucions, a Google el seu nom no apareix citat ni tan sols 100 vegades en els últims 10 anys, una xifra alarmant tenint en compte les seves contribucions.

## Vida personal
Mentre estudiava, es va casar amb Poniatovsky, un altre estudiant, de qui desconeixem el primer nom. Junts van participar en cercles revolucionaris Narodniki', que eren revolucionaris russos dels anys 1860-1870 que s'oposaven al tsar, la figura de l'emperador o monarca rus que no va ser enderrocat fins a la Revolució Russa el 1917. El moviment Narodniki va ser una mena de socialisme camperol, construït sobre entitats econòmiques autònomes; entre diversos pobles, enllaçats entre ells, en una mena de federació que substituïa l'Estat.
Ens pot estranyar aquesta joventut revolucionària quan veiem que durant l'edat adulta se la va considerar conservadora, fins i tot va subministrar escrits al ministeri d'educació sobre com controlar els moviments estudiantils revolucionaris. A més, expressava públicament la seva lleialtat al govern tsarista, els quals la van obsequiar amb generoses quantitats de diners. Tenint en compte aquestes contradiccions en la seva biografia, es pot pensar que possiblement Manàsseina es va decantar cap a una ideologia més conservadora al llarg dels anys. Tanmateix, no sembla descabellat pensar —tenint en compte les dificultats de les dones per obrir-se pas en el món de la ciència— que Manàsseina es va conformar públicament amb les ideologies del govern majoritari per tal de rebre subvencions i poder tirar endavant la seva carrera científica.
Poniatovsky, el primer marit, va ser arrestat i va morir durant l'exili polític. Més tard, el 1856 es va casar amb el seu segon marit: Vyacheslav Avksentievich Manassein, un home reconegut dins el món de la medicina russa.

## Obres
Maria es considera l'autora del primer llibre del món sobre els problemes mèdics del son, que ha estat traduït a diversos idiomes, on va parlar dels somnis com a “evidències d'una vida psíquica permanent de son generada pel cervell”.
Tanmateix, l'obra més destacable va ser el llibre que va publicar l'any 1892 titulat “Dormir com una tercera part de la vida humana” que també va ser traduït a altres idiomes. Altres obres seves són:
- Le Surmenage mental dans la civilisation moderne, effets, causes, remèdes (1890)
- Quelques observations expérimentales sur l'influence de l'insomnie absolue (1893)
- De l'Antagonisme qui existe entre chaque effort de l'attention et des innervations motrices (1894)
- Suppléance d'un hémisphère cérébral par l'autre (1893)
- L'Anarchie passive et le comte Léon Tolstoï (le Salut est en vous) (1895)
- Hallucinations prémonitoires (1896)
- Le Sommeil : pathologie, physiologie, hygiène, psychologie (1896)
- Le Sommeil, tiers de notre vie (1898)

## Contribucions a la ciència
En neurociència
La contribució més destacada que va fer en el camp de la neurociència fou un treball sobre la privació del son, en el que va afirmar que el cervell està en un estat actiu durant el somni. Per tal de dur a terme aquesta investigació, va treballar juntament amb el seu professor Ivan Romanovich Tarkhanov, amic del seu marit Vyacheslav A. Manassein, el qual també estava interessat en els problemes del son. Va conduir la investigació en el seu laboratori que va desenvolupar-se de la següent forma: va utilitzar 10 cadells de 2-4 mesos, alimentats i cuidats amb molta cura per la seva mare, tret que estaven forçats a un insomni total, ja que se’ls mantenia en constant activitat. La privació del son va ser fatal després de 4-5 dies i els cadells no van poder sobreviure. En canvi, els gossos que van mantenir-se en una completa inanició durant 20-25 dies, van poder ser rescatats amb administració d'aliments després d'aquest temps.
Estudis posteriors van demostrar que entre els efectes de la privació de son en cadells s'hi troba: una disminució de 4-6 graus de la temperatura corporal, reducció del nombre de glòbuls vermells, hemorràgies locals al cervell, danys als ganglis cerebrals, etc. per això els cadells morien. Va incloure els resultats d'aquest treball i de molts altres en el seu llibre, i aquests li van permetre concloure que “el son és tan necessari com la nutrició per la reconstitució del teixit cerebral”. També emfatitza que al dormir, es dona un estat particular d'activitat cerebral en contra d'absència d'activitat, tal com es pensava en aquells temps. Afegeix que “només les parts que són substrat de la consciència es troben dormint, per tant, la son és el temps en què la nostra consciència descansa”. Aquesta intuïció es considera remarcable, considerant que l'electroencefalograma encara no existia.
Aquest treball va tenir un gran impacte i molts científics van imitar el seu model. L'any 1896, els psicòlegs americans George T.V. Patrick i Allen Gilbert, inspirats pel projecte de Manàsseina, van dur a terme el primer experiment de la privació del son en humans. Posteriorment, l'any 1988, els investigadors italians Lamberto Daddi, Giulio Tarozzi i Cesare Agostinit van ampliar la troballa de Maria amb una anàlisi anatòmica i histopatològica detallat sobre el cervell dels gossos.
En bioquímica
Tot i que va treballar la major part de la seva vida en Sant Petersburg, Manàsseina va passar diversos mesos a l'Institut Politècnic de Viena treballant amb Jullius Wiesner. Allí va fer un important descobriment bioquímic sobre el procés de fermentació. En contra del que es tenia entès fins llavors, va ser la primera a descobrir que el procés de fermentació és degut a enzims que poden ser aïllats de les cèl·lules del llevat més que el llevat en si mateix. Per tant, va concloure que és un procés cel·lular-independent.
Posteriorment, Eduard Buchner va fer rèpliques d'aquests resultats i els va publicar, i tot i ser conscient que provenien del treball de Manàsseina, no la va citar ni acreditar. Tot i els esforços de Manàsseina per tal de ser reconeguda pel seu descobriment, fou Buchner qui va rebre el premi Nobel l'any 1907 i el nom de Manàsseina va quedar totalment oblidat.